# 1,3,5,7 Tétrazocine
 (juillet 2025).

Les tétrazocines désignent un groupe de molécules composées d’un cycle de huit atomes dont quatre de carbone et quatre d’azote. Ce sont des molécules organiques qui font partie de la famille des poly-azoles au même titre que les tétrazoles (en). Il y a une distinction à faire entre les tétrazocines octahydratées saturées, aussi appelées tétrazocanes, et les tétrazocines insaturées.

Figure 1 : Représentations développées de la 1,3,5,7 tetrazocine octahydratée et insaturée respectivement à gauche et à droite.

## Structure et propriétés
Les tétrazocines peuvent être séparées en huit isomères qui diffèrent selon l’emplacement des atomes d’azote.

Figure 2 : différentes formes d'isomères des tétrazocanes

Il existe de nombreux exemples de dérivés de tétrazocines. Elles sont souvent des intermédiaires de réaction. Ces dérivés sont instables du fait de la tension de cycle (8 atomes). Sous différentes conditions, telles que l’irradiation UV ou un milieu trop acide, le cycle des tétrazocines peut se briser.
La plupart des molécules obtenues sont de la forme 1,3,5,7 tétrazocine. Il s’agit de l’isomère le plus utilisé et celui sur lequel les recherches se concentrent actuellement[réf. nécessaire]. C’est notamment cette forme qui est utilisée pour la synthèse du dérivé le plus connu : le HMX (en anglais : high melting point explosive).
Les tétrazocines sont des molécules qui ne sont pas présentes à l’état naturel. En raison de l’instabilité du cycle, il est très difficile de synthétiser ce type de molécule, et les premières découvertes sont dues à des accidents de synthèse. Cette instabilité est la cause de leur rareté.
La tétrazocine est utilisée principalement en tant qu’explosif militaire, propulseur, et carburant pour les fusées (HMX) mais également en tant que réactif utile pour la réaction de Mitsunobu avec le 4,7-dimethyl-3,5,7-hexahydro-l, 2,4,7- tetrazocine-3,8-dione. Les tétrazocines et plus précisément le HMX, peuvent aussi être des agents dispersants, des agents de suspension et des agents de mélange.
Les propriétés d’une tétrazocine sont différentes en fonction du dérivé considéré. Par exemple, les différents substituants conduisent à des points de fusions différents.

### Structures Insaturés

Figure 3 : Conformation bateau d’un tétrazocine insaturé

Des analyses de conformation des tétrazocines non hydratés montrent une conformation de type « bateau » (en anglais : boat conformation). Des analogues ayant un pont méthyle possèdent également la conformation bateau dans un cristal.

### Structures saturés

Figure 4 : conformation plane du 1,3,5,7-tetramethyl-1,3,5,7-tetrazocane-2,6-dione

Des études de conformation sur la forme hydratée montrent une molécule quasi plane. Les analyses ont été faites sur le 1,3,5,7-tetramethyl-1,3,5,7-tetrazocane-2,6-dione

## Sous-familles et composés liés

### Polyazoles
Les polyazoles sont des composés chimiques avec des anneaux hétérocycliques à huit membres, contenant des atomes d’azote. Leur concentration cristalline élevée résultant de leur forte teneur en azote, en fait des candidats privilégiés pour servir de structures de base dans les matériaux énergétiques tels que les explosifs.
| 1,2,4,6-tétrazocine ((2Z)-4-phenyl-3-(phenylamino)-1,6 -dihydro-1,2,4,6-benzotetrazocin-5(4H)-one) | 1,2,3,5-tétrazocine (5-oxo-2-phenyl-4,5-dihydro-3H-pyrazolo[1,5-c][1,2,3,5]benzotetrazocin-12-ium ) | 1,2,3,4-tétrazocine ((1Z,4Z)-5,8-dimethyl-2,3-diphenyl-2,3,6,7-tetrahydro-1,2,3,4-tetrazocine) | 1,2,5,6-tétrazocine ( 15,16,23,24-tetraazapentacyclo-tetracosa-1(24),2(7),3,5,8(13),9,11,14,17,19,21-undecaene ) | 1,2,4,7-tétrazocine (2,7-dimethyl-1,2,4,5,7-oxatetrazepine-3,6(2H,7H)-dione) |
| -------------------------------------------------------------------------------------------------- | --------------------------------------------------------------------------------------------------- | ---------------------------------------------------------------------------------------------- | --- | ---------------------------------------------------------------------------- |
| sans cadre                                                                                         | | sans cadre                                                                                     | sans cadre |                                                                              |
| C20H17NO5                                                                                          | C16H12NO5                                                                                           | C18H20N4                                                                                       | C20H14N4 | C9H10ON4                                                                     |
| Masse molaire = 343,14 g/mol                                                                       | Masse molaire = 290,10 g/mol                                                                        | Masse molaire = 292,17 g/mol                                                                   | Masse molaire = 310,12 g/mol                                                                                     | Masse molaire = 190,09 g/mol                                                 |

## Synthèse de l'octahydro 1,3,5,7-tétrazocine
Il y a deux stratégies de synthèse pour les composés hydratés : les réactions de condensation et les réactions dégradant une molécule qui présentent déjà des caractéristiques similaires à une tétrazocine.

### Condensation
Le premier rapport sur la synthèse d’un 1,3,5,7-Tétrazocines a été écrit par Hiroaki Kadowaki en 1935. Elle décrit une expérience dans laquelle le N, N’-diméthylurée se condense avec du formaldéhyde pour obtenir du 1,3,5,7-tetramethyl-1,3,5,7-tetrazocane-2,6-dione. Il décrit le produit obtenu comme étant un cristal en forme d’aiguille avec un point de fusion de 258 °C

Figure 6 : Synthèse du 1,3,5,7-tetramethyl-1,3,5,7-tetrazocane-2,6-dione

Plus tard, la réaction a été modifiée pour avoir un rendement plus important, à 71%. En condensant du N-(methoxymethyl)-N, N'-diméthylurée dans une solution de dioxane saturée en HCl et une basse température, on obtient la même molécule.

### Dégradation

Figure 7 : Voie alternative pour la synthèse du 1,3,5,7-tetramethyl-1,3,5,7-tetrazocane-2,6-dione

En partant de la 1,5-methylene-3,7-dinitro-l, 3,5,7-tetrazocyclooctane, une molécule qui présente déjà 4 azotes, il est possible de rompre le pont méthyle pour obtenir un octahydro-1,3,5,7,tétrazocine. On obtient un rendement de 60% pour le 1-(3,7-dinitro-5-nitroso-1,3,5,7-tetrazocan-1-yl)ethan-1-one. On trouve pour le composé dinitrosé un point de fusion de 206–209 °C, et pour le composé trinitrosé, un point de fusion de 106–107 °C.

## Synthèse de 1,3,5,7-Tétrazocine
Les tétrazocines non hydratés sont aussi synthétisables. Cette réaction suit les deux types de réactions précédentes : condensation et dégradation. Ici on condense du N3,N3,N5,N5-tetramethyl-1H-1,2,4-triazole-3,5-diamine puis la liaison N-N du produit est dégradée par du zinc.

Figure 8 : Synthèse de 1,3,5,7-Tétrazocine